# Archidiocèse de La Paz
Ne doit pas être confondu avec Diocèse de La Paz de Basse-Californie du Sud.
L'archidiocèse de La Paz (en latin : Archidioecesis Pacensis in Bolivia ; en espagnol : Arquidiócesis de La Paz) est un archidiocèse métropolitain de l'Église catholique en Bolivie.

## Territoire

Archidiocèse de La Paz
Suffragants

Il comprend la province de Pedro Domingo Murillo dans le département de La Paz, les autres provinces de ce département étant gérées par les diocèses de Coroico et El Alto et la prélature territoriale de Corocoro qui sont les suffragants de La Paz et par le vicariat apostolique de Reyes.
Son territoire possède une superficie de 10 975 km2 divisé en 53 paroisses. Le siège archiépiscopal est dans la ville de La Paz avec la cathédrale Notre-Dame de la Paix. Dans la même ville se trouvent les basiliques Saint-François et Marie Auxiliatrice.

## Histoire
Le diocèse de La Paz est érigé le 4 juillet 1605 par la bulle Super specula militantis du pape Paul V en prenant sur le territoire du diocèse de La Plata o Charcas (aujourd'hui archidiocèse de Sucre).
Nommé suffragant de l'archidiocèse de Lima lors de sa création, il intègre la province ecclésiastique de La Plata o Charcas le 20 juillet 1609. Il cède du territoire le 7 octobre 1861 pour la création du diocèse de Puno. 
Il est élevé au rang d'archidiocèse métropolitain le 18 juin 1943 par la constitution apostolique Ad Spirituale Bonum du pape Pie XII avec les diocèses de Cochabamba (aujourd'hui archidiocèse de Cochabamba) et Oruro comme suffragants.
Au XXe siècle, il cède du territoire à plusieurs reprises pour l'érection de nouvelles juridictions ecclésiastiques : le 25 décembre 1949 pour la prélature territoriale de Corocoro, le 7 novembre 1958 pour la prélature territoriale de Coroico (aujourd'hui diocèse de Coroico), et le 25 juin 1994 pour le diocèse d'El Alto.

## Évêques et archevêques
- Liste des évêques et archevêques de La Paz